# Pincehely
Pincehely ist eine ungarische Großgemeinde im Kreis Tamási im Komitat Tolna.

## Geografische Lage
Pincehely liegt 42 Kilometer nordwestlich des Komitatssitzes Szekszárd und 13 Kilometer nordöstlich der Kreisstadt Tamási, an dem Fluss Kapos. Nachbargemeinden sind Ozora, Tolnanémedi, Nagyszékely, Miszla und Belecska.

## Geschichte
Im Jahr 1913 gab es in der damaligen Großgemeinde 589 Häuser und 2927 Einwohner auf einer Fläche von 4131 Katastraljochen. Sie gehörte zu dieser Zeit zum Bezirk Tamási im Komitat Tolna.

## Gemeindepartnerschaft
- Pribeta, Slowakei

## Söhne und Töchter der Großgemeinde
- Oszkár Bán (1901–1980), Dichter, Schriftsteller und Journalist
- Simon Sarkantyu (1921–1989), Maler
- Mihály Bíró (1929–2019), Sportfunktionär
- Ferenc Hirt (1967–2018), Unternehmer und Politiker
- Annamária Agócs (* 1971), Fußballspielerin
- Eszter Virág Vér (* 1979), Historikerin

## Sehenswürdigkeiten
- Brunnenhaus (Az apácák kútja)
- Brunnen (Szőlős szökőkút)
- Kalvarienberg
- Kruzifixe
- Mihály-Vörösmarty-Büste, erschaffen 1975 von István Szabó
- Römisch-katholische Kirche Sarlós Boldogasszony, erbaut 1766–1776
- Römisch-katholische Kapelle Nepomuki Szent János, erbaut 1742 um barocken Stil, südlich des Ortes in den Weinbergen gelegen
- Statuen von Mária und Szent József aus dem Jahr 1906
- Szentháromság-Säule
- Weltkriegsdenkmäler

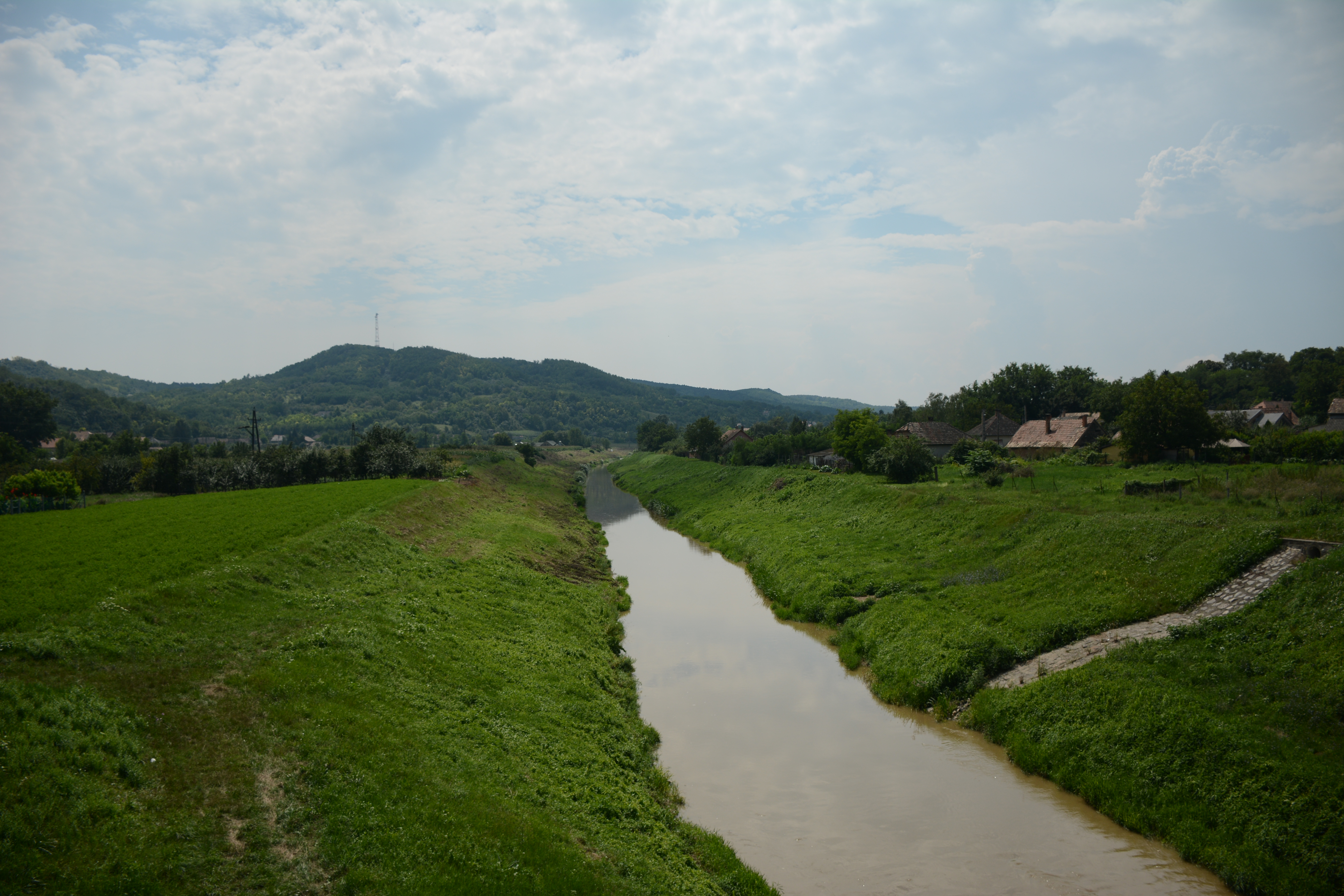
Der Fluss Kapos bei Pincehely
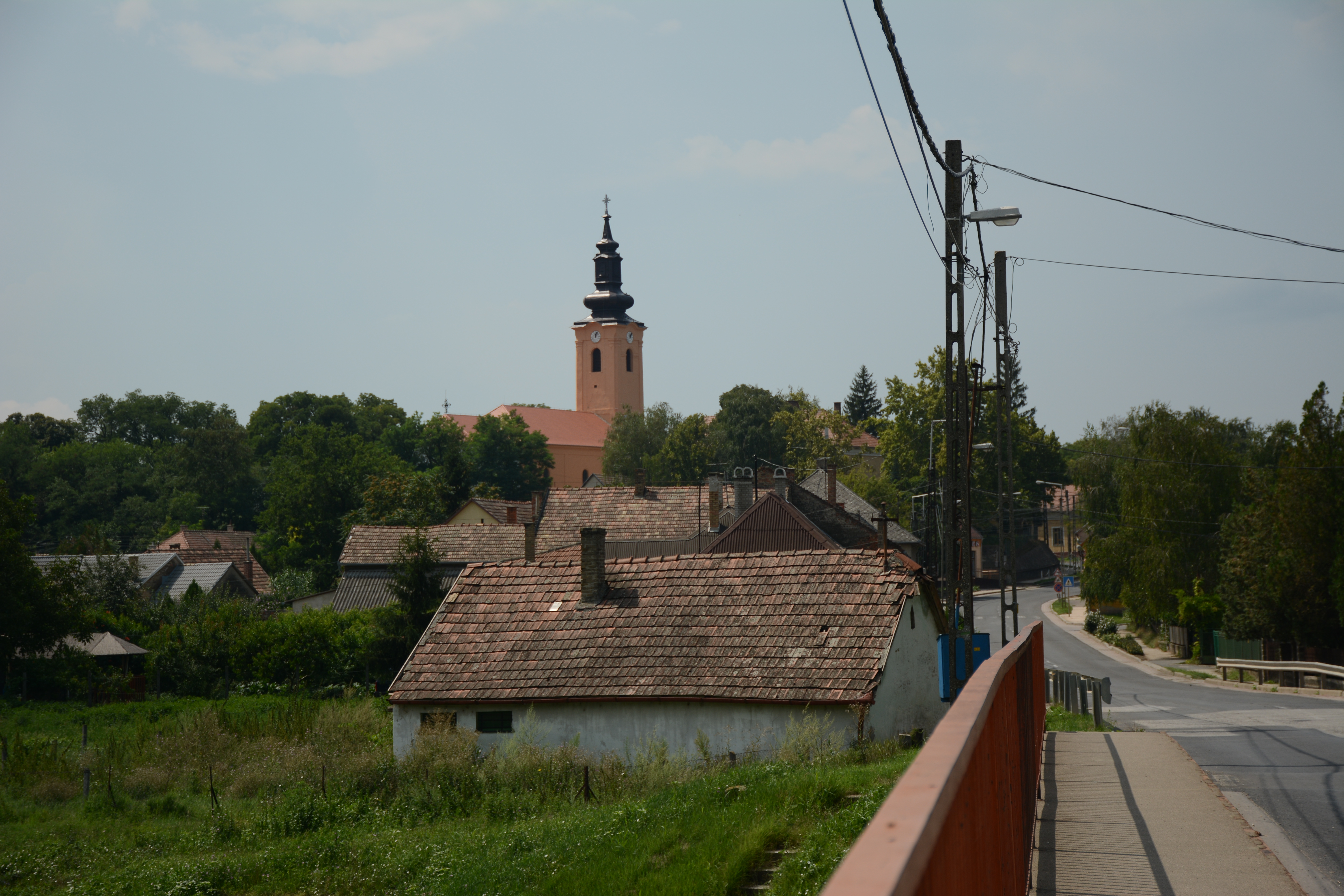
Blick auf Pincehely
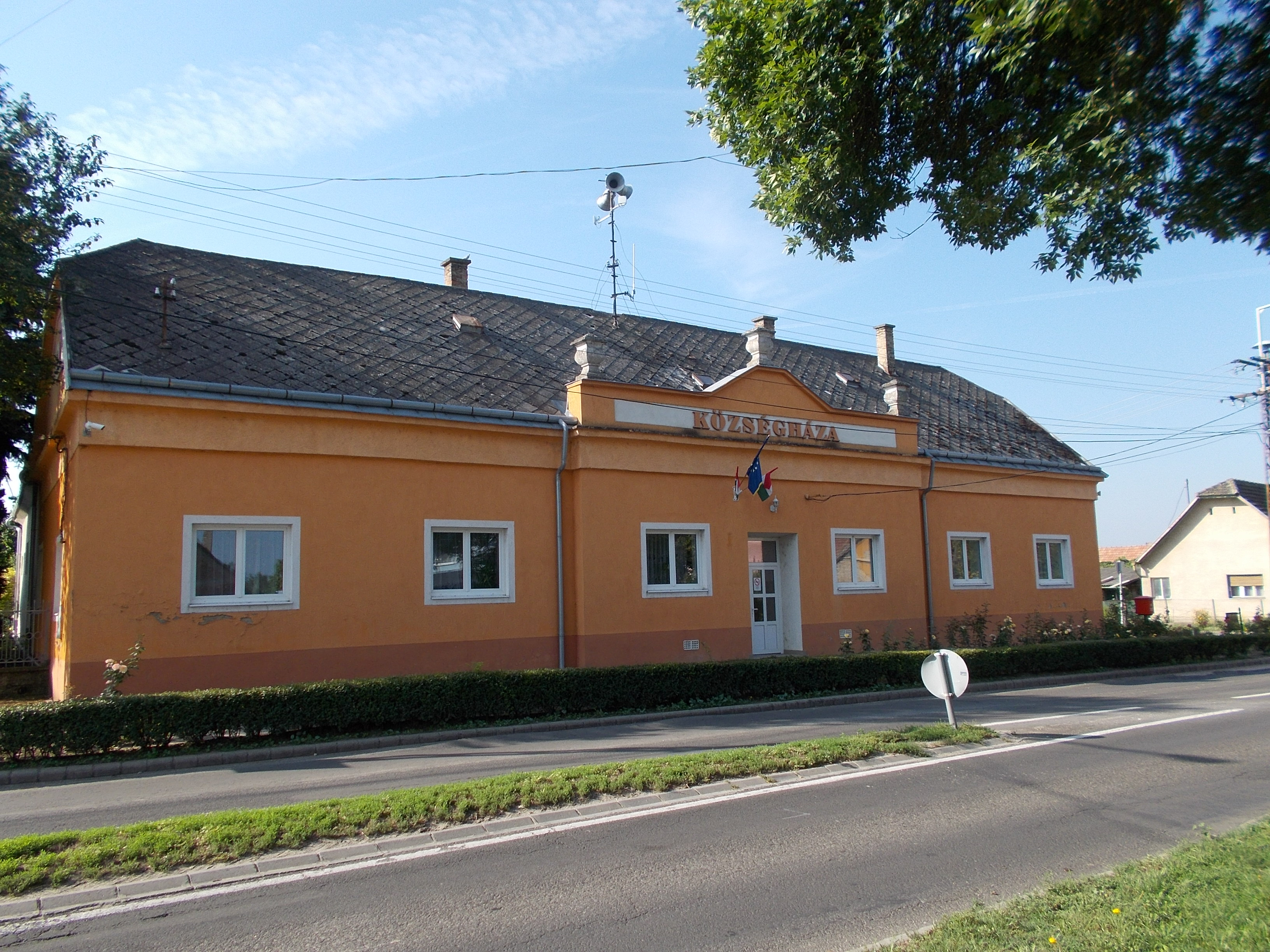
Rathaus
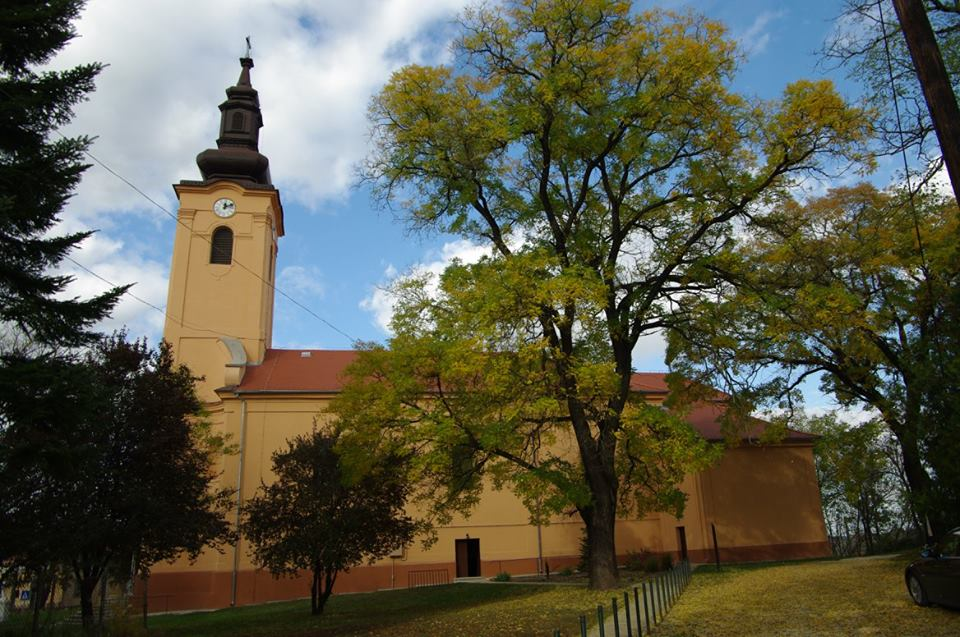
Römisch-katholische Kirche Sarlós Boldogasszony
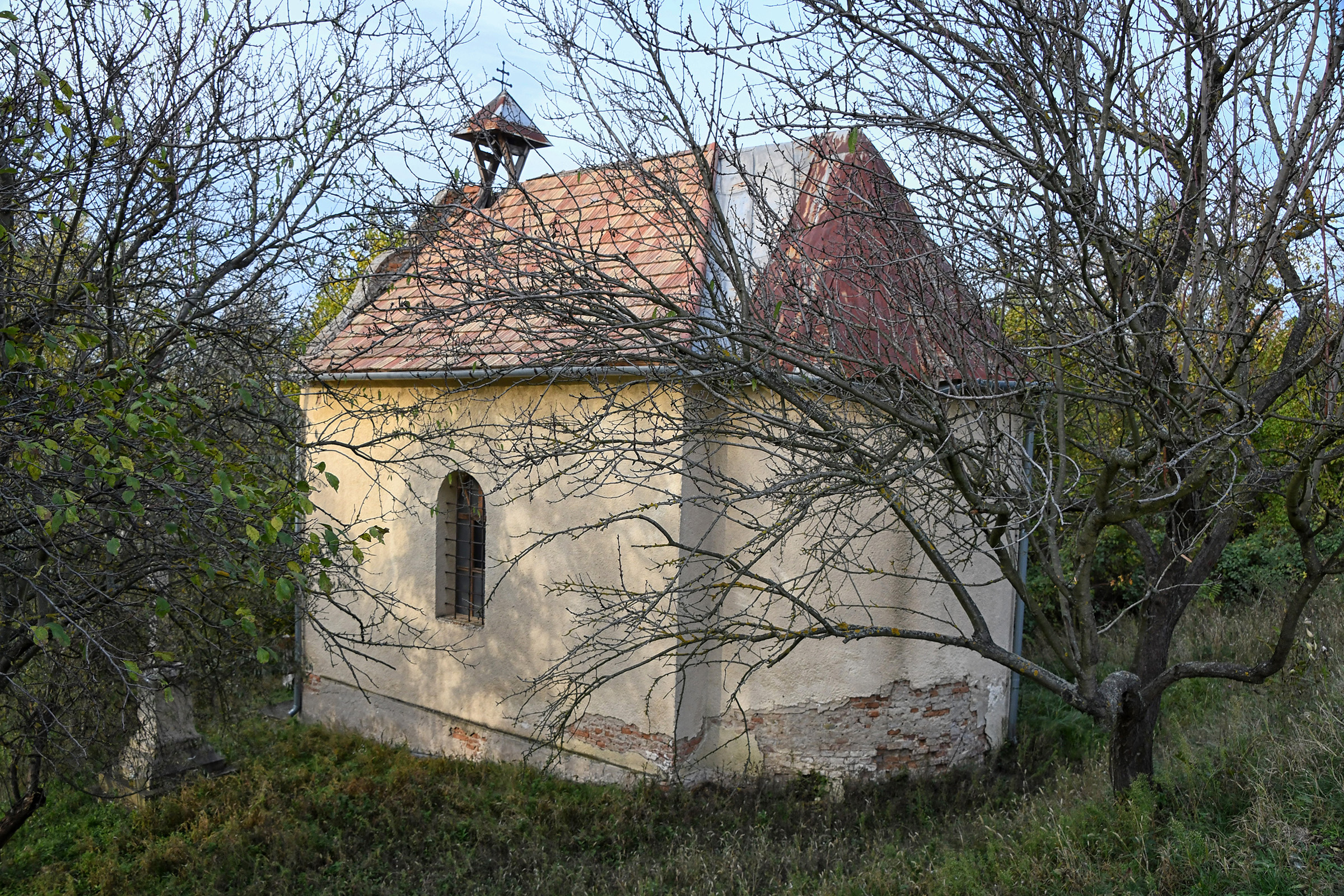
Kapelle Nepomuki Szent János

## Verkehr
Durch Pincehely verläuft die Hauptstraße Nr. 61, von der im Ort die Landstraßen Nr. 6312, Nr. 6313 und Nr. 6408 abzweigen. Es bestehen Zugverbindungen nach Dombóvár und Pusztaszabolcs. Weiterhin gibt es Busverbindungen nach Ozora, Tamaśi, über Tolnanémedi nach Simontornya sowie über Keszőhidegkút nach Gyönk.